# Општина Долхешти (Јаши)
Долхешти (рум. Dolheşti) општина је у Румунији у округу Јаши.
Oпштина се налази на надморској висини од 185 m.